# Chanod
Chanod là một thị trấn thống kê (census town) của quận Valsad thuộc bang Gujarat, Ấn Độ.

## Nhân khẩu
Theo điều tra dân số năm 2001 của Ấn Độ, Chanod có dân số 11.958 người. Phái nam chiếm 61% tổng số dân và phái nữ chiếm 39%. Chanod có tỷ lệ 72% biết đọc biết viết, cao hơn tỷ lệ trung bình toàn quốc là 59,5%: tỷ lệ cho phái nam là 80%, và tỷ lệ cho phái nữ là 60%. Tại Chanod, 16% dân số nhỏ hơn 6 tuổi.